# Мочидло (Малопольское воеводство)
Мочи́дло (пол. Moczydło) — село в Польше в сельской гмине Ксёнж-Вельки Мехувского повета Малопольского воеводства.
Село располагается в 5 км от административного центра гмины села Ксёнж-Вельки, в 17 км от административного центра повета города Мехув и в 50 км от административного центра воеводства города Краков.
В 1975—1998 годах село входило в состав Келецкого воеводства.